# فرودگاه کومودو
فرودگاه کومودو  (به انگلیسی: Komodo Airport) یک فرودگاه همگانی با کد یاتا LBJ است که یک باند فرود آسفالت دارد و طول باند آن ۱۶۵۰ متر است. این فرودگاه در کشور اندونزی قرار دارد و در ارتفاع ۲۰ متری از سطح دریا واقع شده‌است.

## شرکت‌های هواپیمایی و مقصدهای پروازی
| شرکت‌های هواپیمایی | مقصدهای پروازی                                         |
| ----------------- | ------------------------------------------------------ |
| اویاستار          | انگوراه رای، Selayar                                   |
| گارودا ایندونزیا  | انگوراه رای، اچ. حسن آروبوعثمان، سوئکارنو-هتا، ال تاری |
| NAM Air           | انگوراه رای                                            |
| سوسی ایر          | بیما، ما هو                                            |
| TransNusa         | انگوراه رای                                            |
| تریگانا ایر سرویس | Ruteng                                                 |
| وینگز ایر         | انگوراه رای، اچ. حسن آروبوعثمان، ال تاری، وای-اوتی     |